# سلطة كوب
سلطة كوب (بالإنجليزية: Cobb salad)‏ هي سلطة حديقة أمريكية رئيسية تقدم عادة مع خضر سلطة مقطعة (خس آيسبرج، جرجير، إنديز، وخس رومين)، طماطم، لحم مقدد هش، صدر دجاج مسلوق، مشوي أو مسلوق (لكن ليس مقلي) البيض، الأفوكادو، الثوم المعمر، جبنة روكفور، وخل الخمر الأحمر.

## التاريخ
توجد قصص مختلفة تحكي كيف تم اختراع السلطة. يقول أحدهم إنه حدث عام 1937 في مطعم هوليوود براون ديربي، حيث أصبح طبقًا مميزًا. سمي باسم صاحب المطعم، روبرت هوارد كوب. تتنوع القصص سواء كانت السلطة اخترعها كوب أو رئيس الطهاة، بول جي بوستي. تقول الأسطورة أن كوب لم يأكل حتى منتصف الليل، ولذا فقد خلط معًا بقايا الطعام التي وجدها في المطبخ، مع بعض لحم الخنزير المقدد المطبوخ بواسطة طباخ الخط، وألقاه بخلع الملابس الفرنسية. نسخة أخرى من القصة هي أن روبرت كريس، الطاهي التنفيذي في المطعم، أنشأ السلطة في عام 1929 (العام الذي افتتح فيه موقع براون ديربي في هوليوود) وسميها تكريما لروبرت كوب. يؤكد المصدر نفسه أن عام 1937 كان هو تاريخ الإبلاغ عن الإصدار المذكور أعلاه، حيث صنع كوب السلطة. يتم إعداد نسخ أصلية من سلطة كوب باستخدام أربعة أنواع من الخضر: خس آيسبرغ، الجرجير، خس الإندونيسي وخس رومين.